# Prix des Hussards
Le prix des Hussards est un prix littéraire français récompensant un roman qui s’inscrit dans l'esprit du mouvement littéraire des Hussards.
Il est fondé par Christian Millau avec le soutien des avocats Marina Cousté et François Jonquères en 2014.
« Ce prix, qui couronne un livre élégant, incisif et allergique à la pensée béton pour tous, a pour dessein de mettre en valeur la singularité et l’amour de la liberté. » Sa devise : « un coup d’épée, une porte qui claque et ne jamais se soumettre »
Le Prix est remis chaque année au printemps à L'Hôtel Lutétia.

## Jury

### Membres actuels
- Philippe Bilger, avocat général
- Jean des Cars, historien
- François Cérésa, écrivain
- Bruno de Cessole, écrivain
- Marina Cousté, avocate
- François Jonquères, avocat
- Stéphanie des Horts, écrivain
- Philibert Humm, journaliste, écrivain
- Arnaud Guillon, écrivain
- Jérôme Leroy, journaliste, écrivain
- Éric Naulleau, journaliste et éditeur (président depuis 2018[4])
- Yves Thréard, journaliste
- Jean Tulard, historien

### Anciens membres
- Christian Millau (mort en 2017)
- Claude Cabanes (mort en 2015)
- Thomas Morales, écrivain, journaliste, chroniqueur littéraire

## Dotation
Le prix est doté de 10000 euros (Vivendi), son lauréat gagne un dîner au Grand Véfour ainsi qu'une tenue complète de la maison Mettez, spécialiste du vêtement de chasse,, et un abonnement au magazine Service littéraire.

## Lauréats
- 2024 : Alexis Salatko, Jules et Joe, Denoël[6]
- 2023 : Olivier Maulin, Le Temps des Loups, Bordeline (Le Cherche Midi)
- 2022 : Patrice Jean, Le Parti d'Edgar Winger, Gallimard
- 2021 : Christian Authier, Demi-Siècle, Flammarion
- 2020 : François Garde, Roi par effraction, Gallimard
- 2019 : Stéphane Hoffmann, Les Belles ambitieuses, Albin Michel
- 2018 : Philippe Lacoche, Le Chemin des fugues, éditions du Rocher[7]
- 2017 : Barbara Israël, Saint Salopard, Flammarion[8]- Thomas Morales, Coup de Shako pour Adios, Pierre-Guillaume de Roux
- 2016 : Yann Queffélec, L’Homme de ma vie, Guérin[9]
- 2015 : Sylvain Tesson, Berezina, Guérin[5]
- 2014 : Franz Bartelt, Le Fémur de Rimbaud, Gallimard[10]